# 仕上表
仕上表（しあげひょう）とは建築で用いられる設計図（実施設計図）の一種。建物内外の仕上げを一覧表としてまとめたもので、名前の通り文字だけで構成された表である。
「建築で目に見える部分を一覧表にまとめている」ものであり、「多くの図面を照合する必要がなくなり、全般的な仕上げ程度を把握でき」るようになる。
通常、建物の内部と外部を分け、「内部仕上表」「外部仕上表」とする。内部仕上表は床、幅木、腰、壁、天井の順で、外部仕上表は建物の下方（基礎）から上方へ、それぞれの仕上材や工法や塗装を示し、分類できないものや取付物は備考欄で示す。